# Gennaro Michele Scandiffio
Gennaro Michele Scandiffio (Pomarico, 1945 – Matera, 2023) è stato un pittore italiano.

## Biografia
Gennaro Michele Scandiffio (Pomarico, 19 ottobre 1945 – Matera, 10 giugno 2023) è stato un pittore e grafico italiano, noto per le raffigurazioni della vita rurale e delle tradizioni popolari della Basilicata.
Nato a Pomarico, frequentò le scuole medie presso il Collegio Colautti di Salerno, dove ebbe modo di conoscere le correnti artistiche contemporanee come quelle di Pistoletto, Paolini, Beuys e Warhol.
Negli anni Settanta, dopo esperienze a Milano e Torino, rientrò in Basilicata e avviò una produzione pittorica incentrata su scene paesane, mestieri tradizionali e riti civili e religiosi.
Stabilitosi nuovamente a Pomarico con la moglie e la figlia Mariella, trasformò la propria abitazione in un atelier che racchiude oltre 3.000 opere tra tele, grafiche e illustrazioni.
Alcune delle sue opere sono state acquisite dal Comune di Pomarico e fanno parte di una mostra permanente all’interno del Palazzo Marchesale, edificio di rilevanza storico-architettonica.
Partecipò inoltre alla realizzazione del primo dizionario Pomaricano–Italiano, fornendo vocaboli antichi, registrazioni orali e disegni esplicativi.

## Attività artistica
Scandiffio lavorò con tecniche miste (china, olio, acrilico, acquerello) e supporti differenti, unendo naïf e realismo. I suoi soggetti comprendevano scene contadine, feste, ricorrenze sacre e civili, ma anche rappresentazioni di carattere onirico.  
Nel 1986 pubblicò 44 ricordi fa, raccolta di grafiche dedicate alla memoria rurale lucana.

## Murales e opere pubbliche
Realizzò murales a Pomarico e in altre località, raffigurando scene e simboli della vita paesana, con l’intento di preservare la memoria collettiva e valorizzare il contesto urbano.

## Mostre e riconoscimenti
Nel 2023 il FAI presentò la sua opera al Palazzo Marchesale di Pomarico durante le Giornate FAI di Primavera.

## Eredità
Le sue opere, i murales e il contributo al dizionario Pomaricano–Italiano sono considerati oggi parte del patrimonio culturale di Pomarico e della memoria lucana.

## Galleria immagini

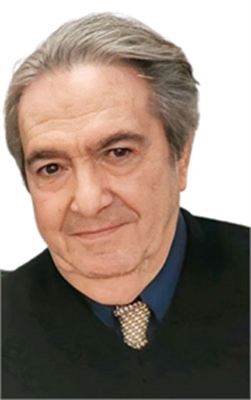
Foto di Gennaro Michele Scandiffio
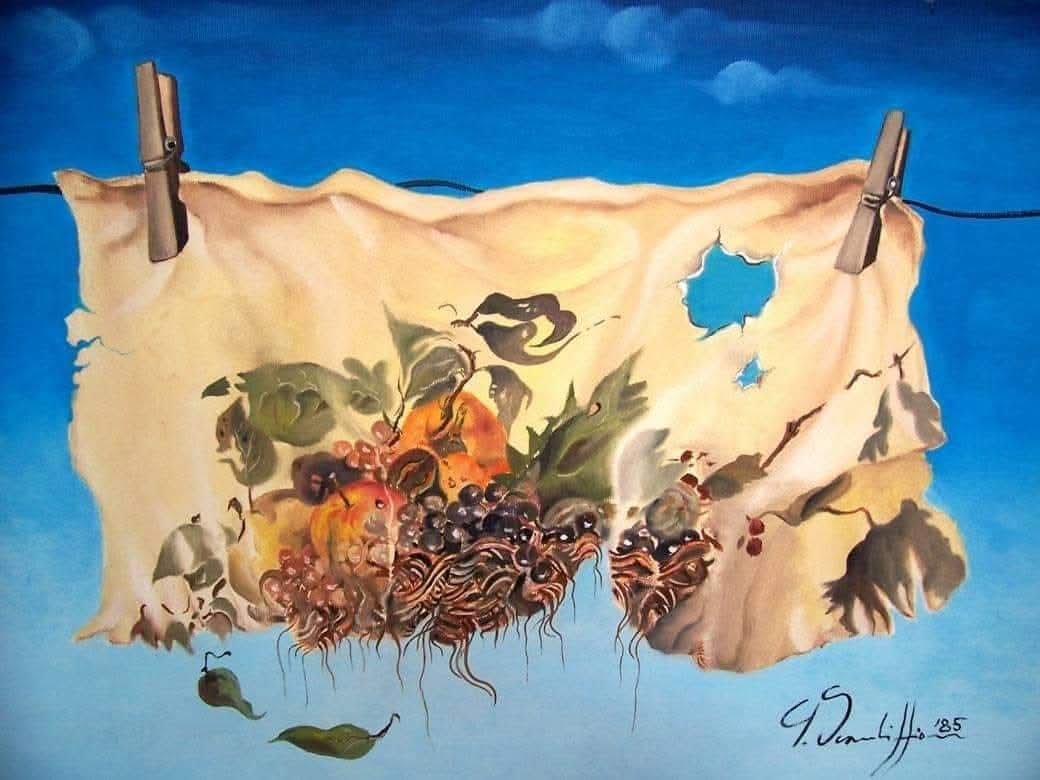
Tela, reinterpretazione della Canestra di frutta di Caravaggio
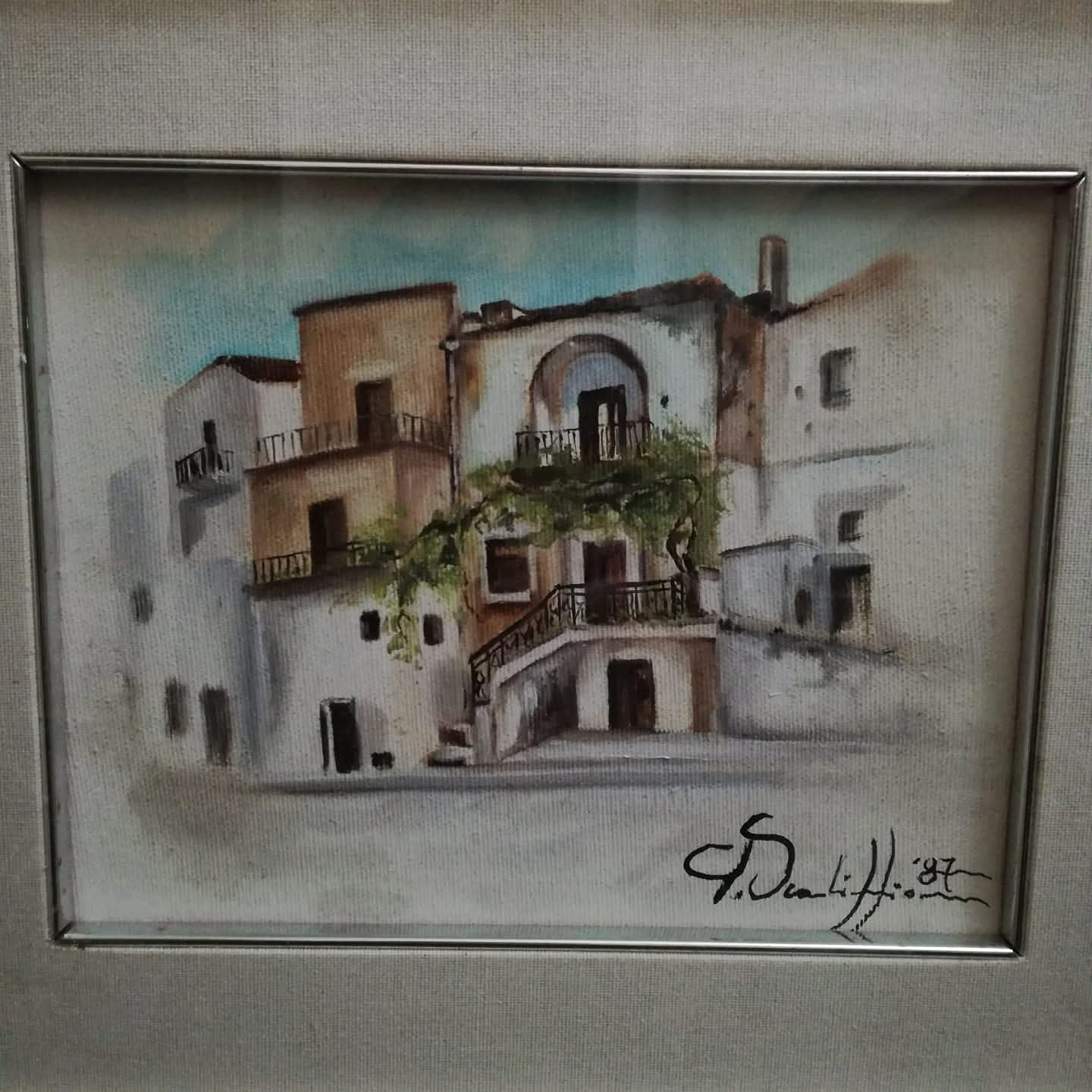
Raffigurazione della sua abitazione d’infanzia, distrutta da una frana
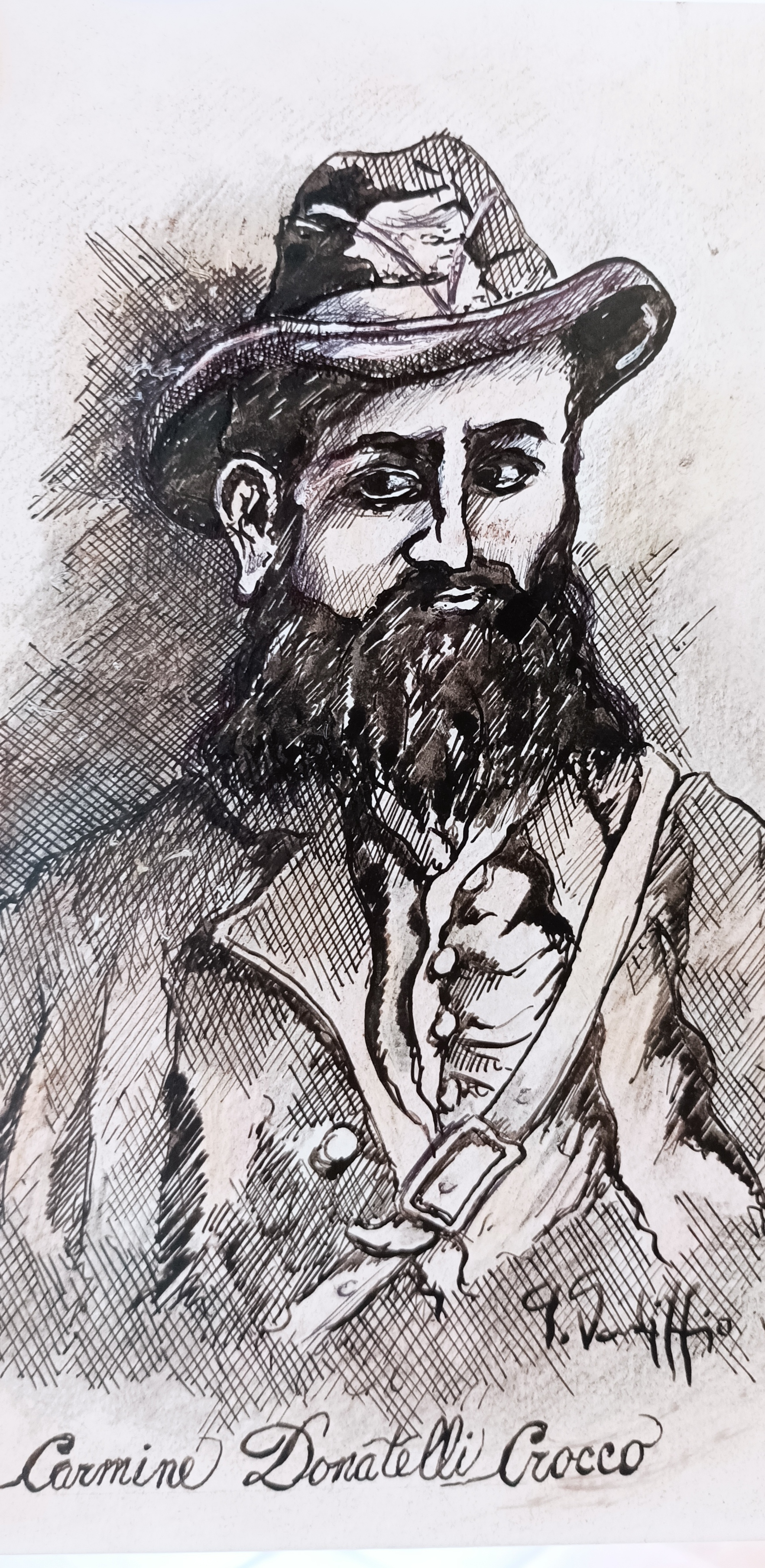
Disegni dedicati al brigante lucano Carmine Crocco
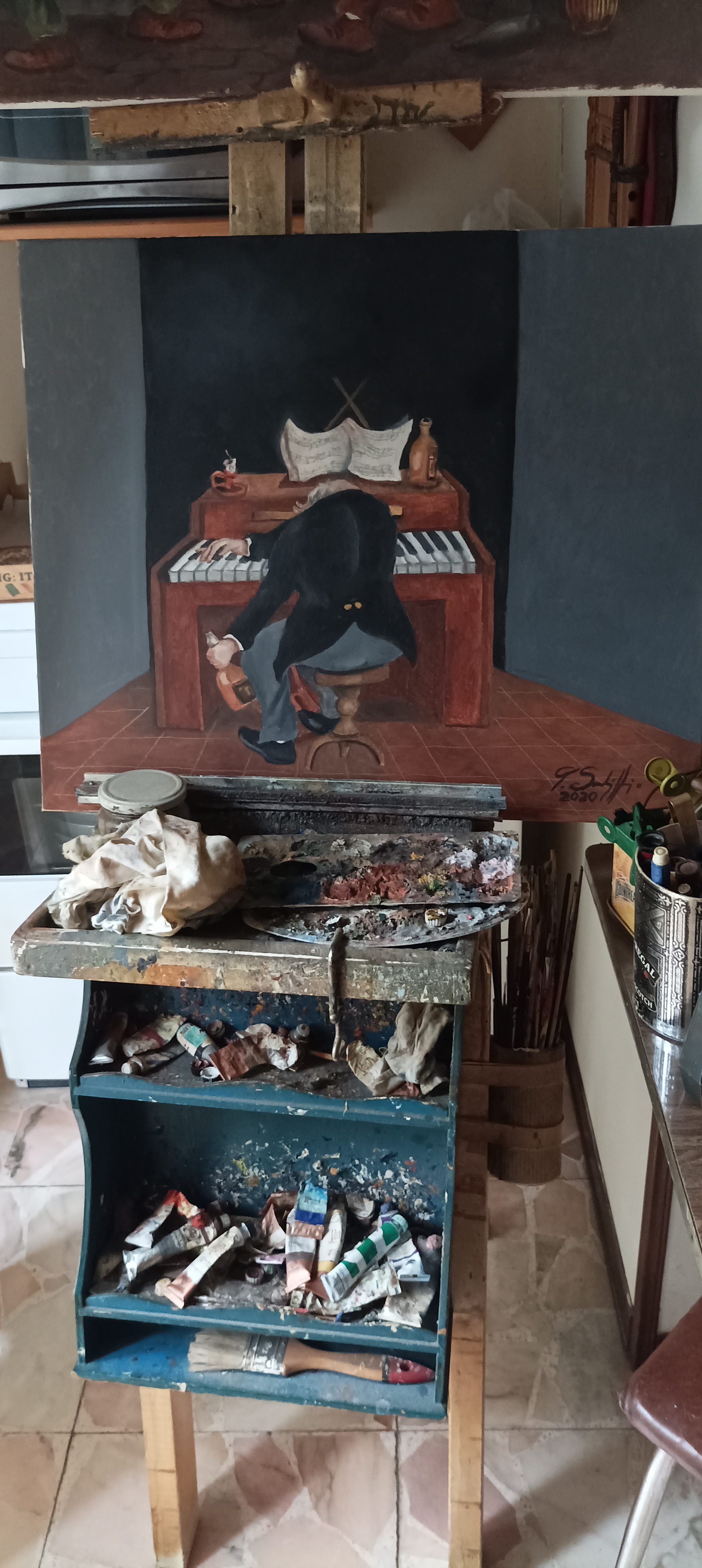
La postazione di lavoro nello studio
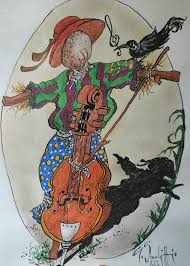
Lo spaventapasseri, grafica
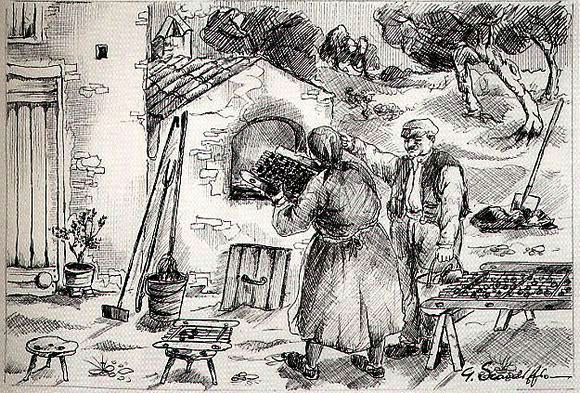
I fichi infornati
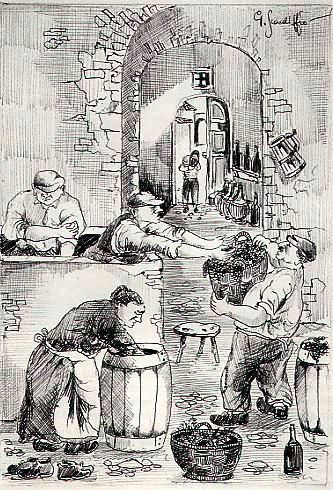
La pigiatura
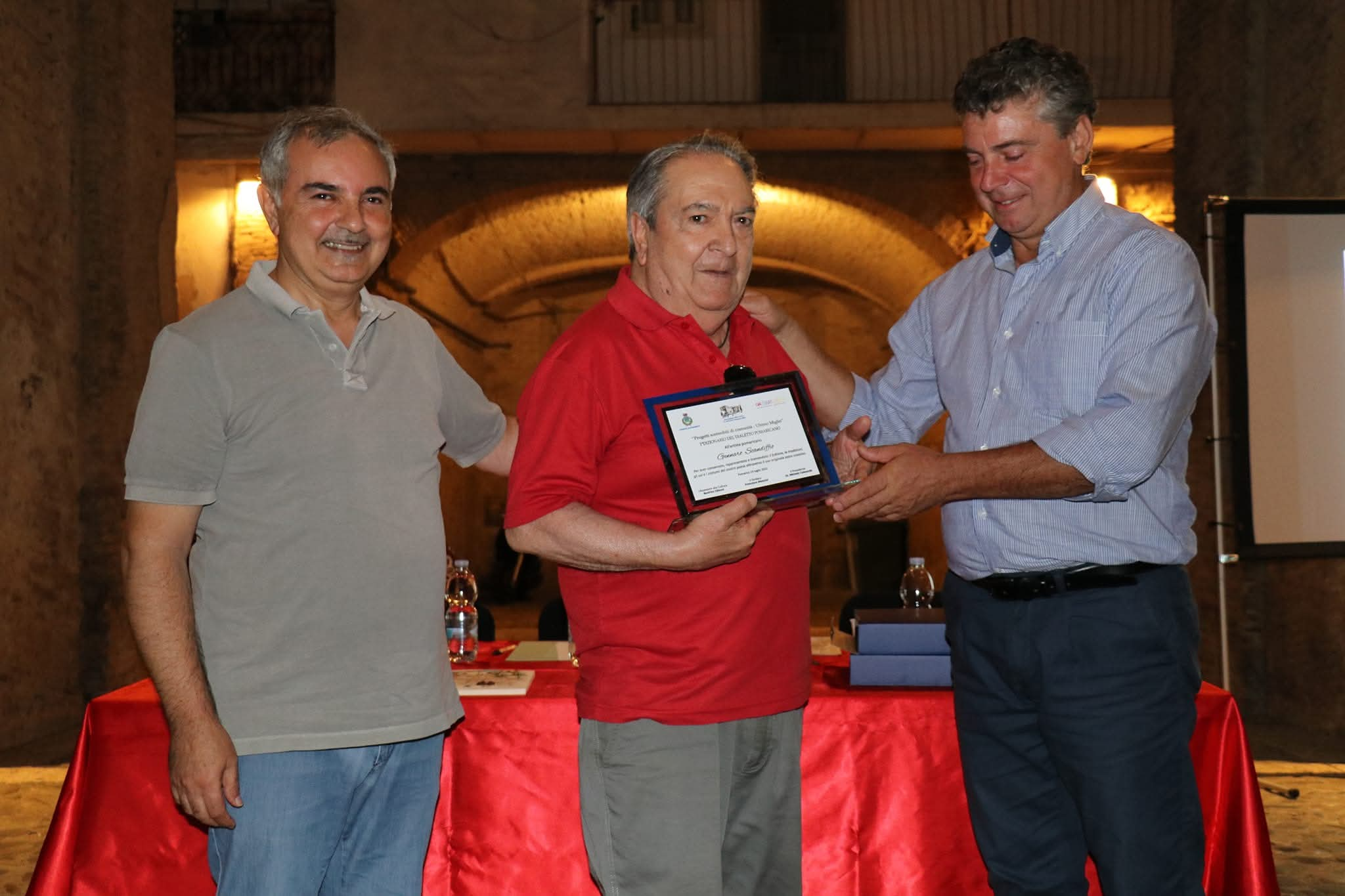
Riconoscimento collaborazione progetto "Primo dizionario del dialetto Pomaricano"
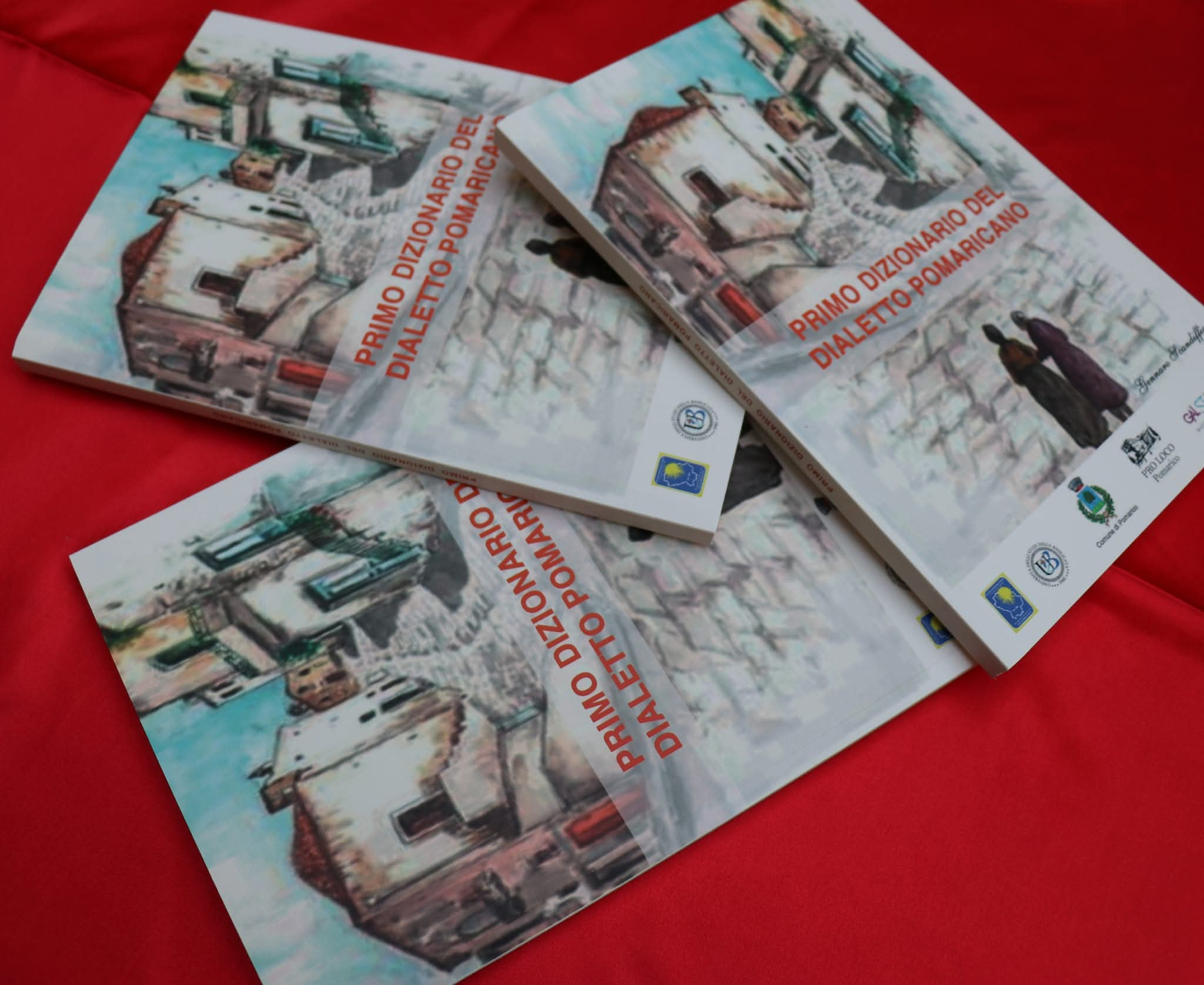
Primo dizionario del dialetto Pomaricano
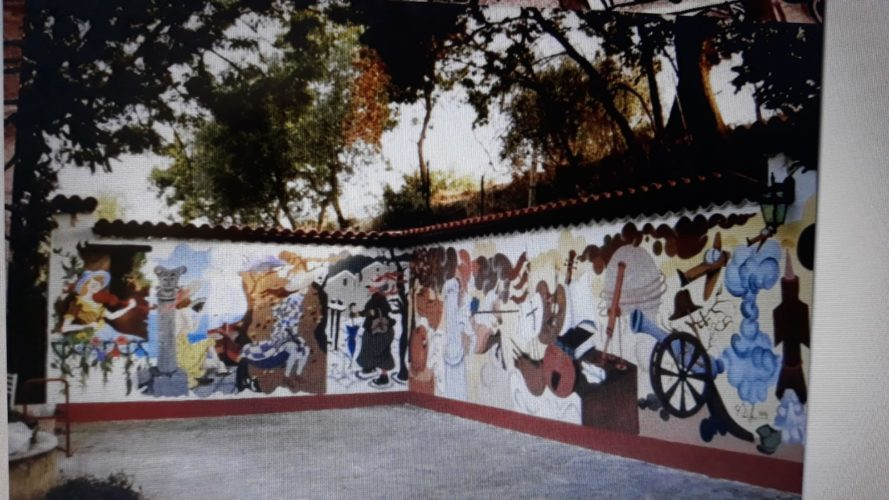
Murales su commissione in villa privata
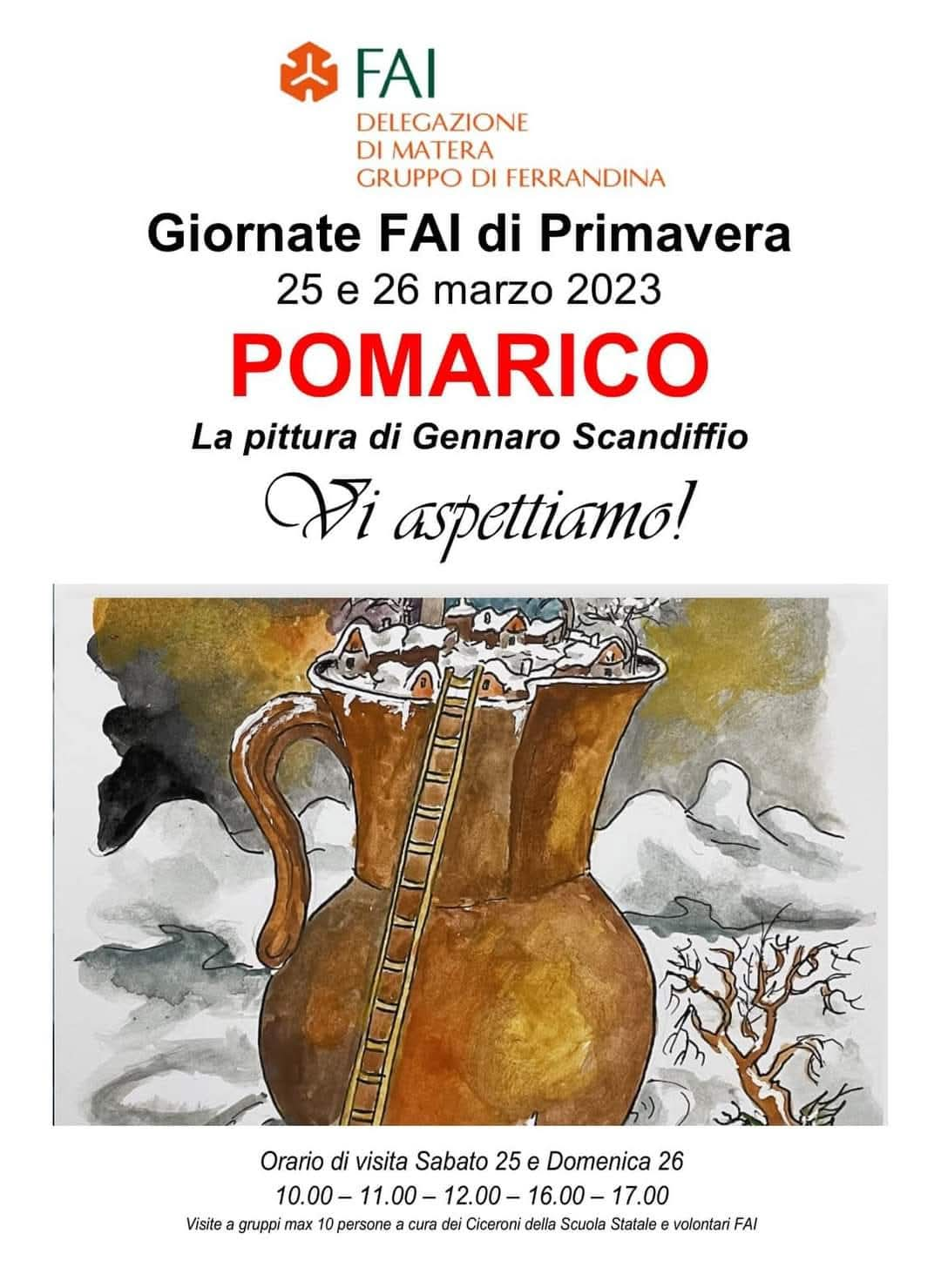
Locandina delle Giornate FAI di Primavera
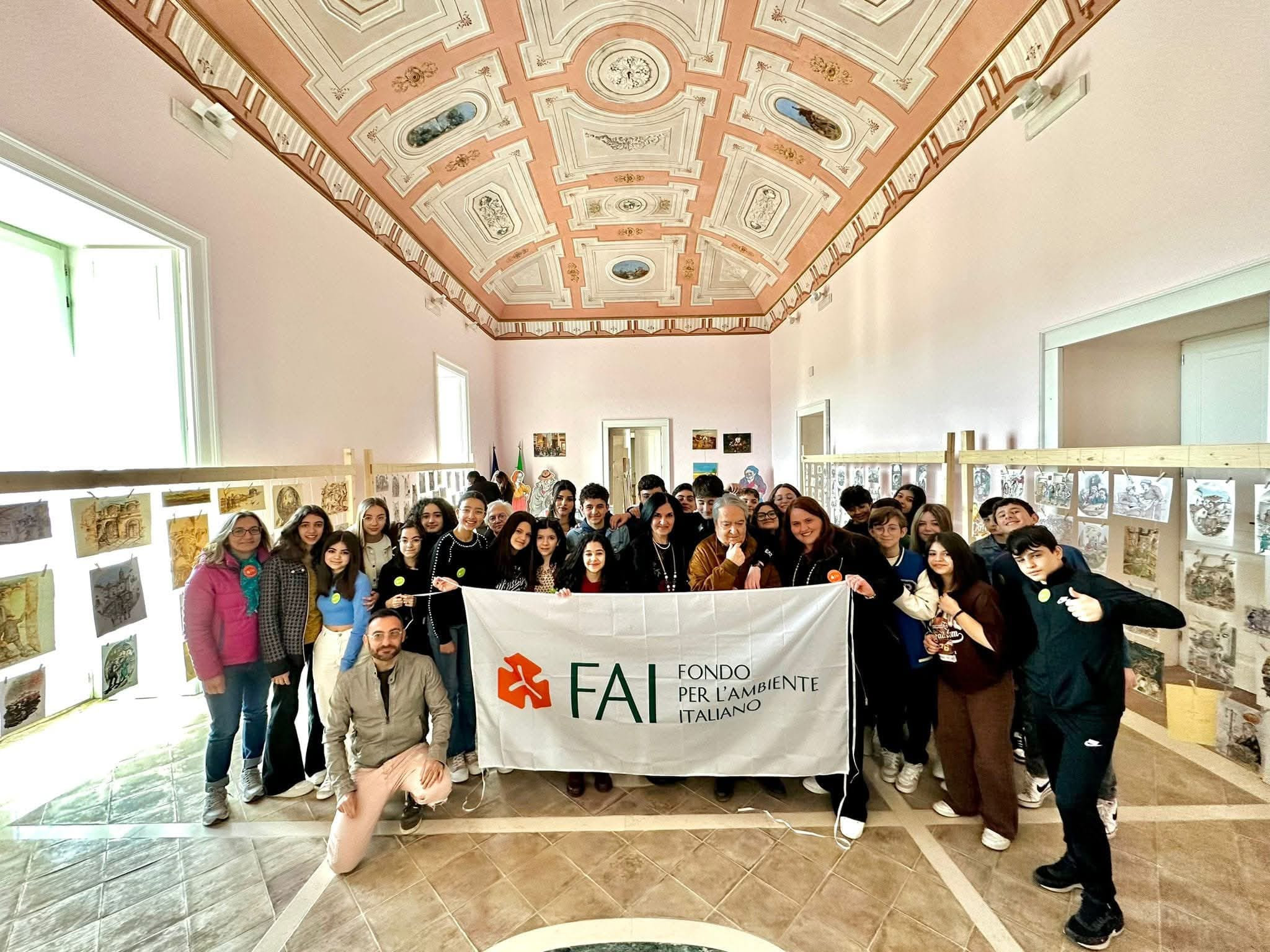
Foto di gruppo durante le Giornate FAI a Pomarico
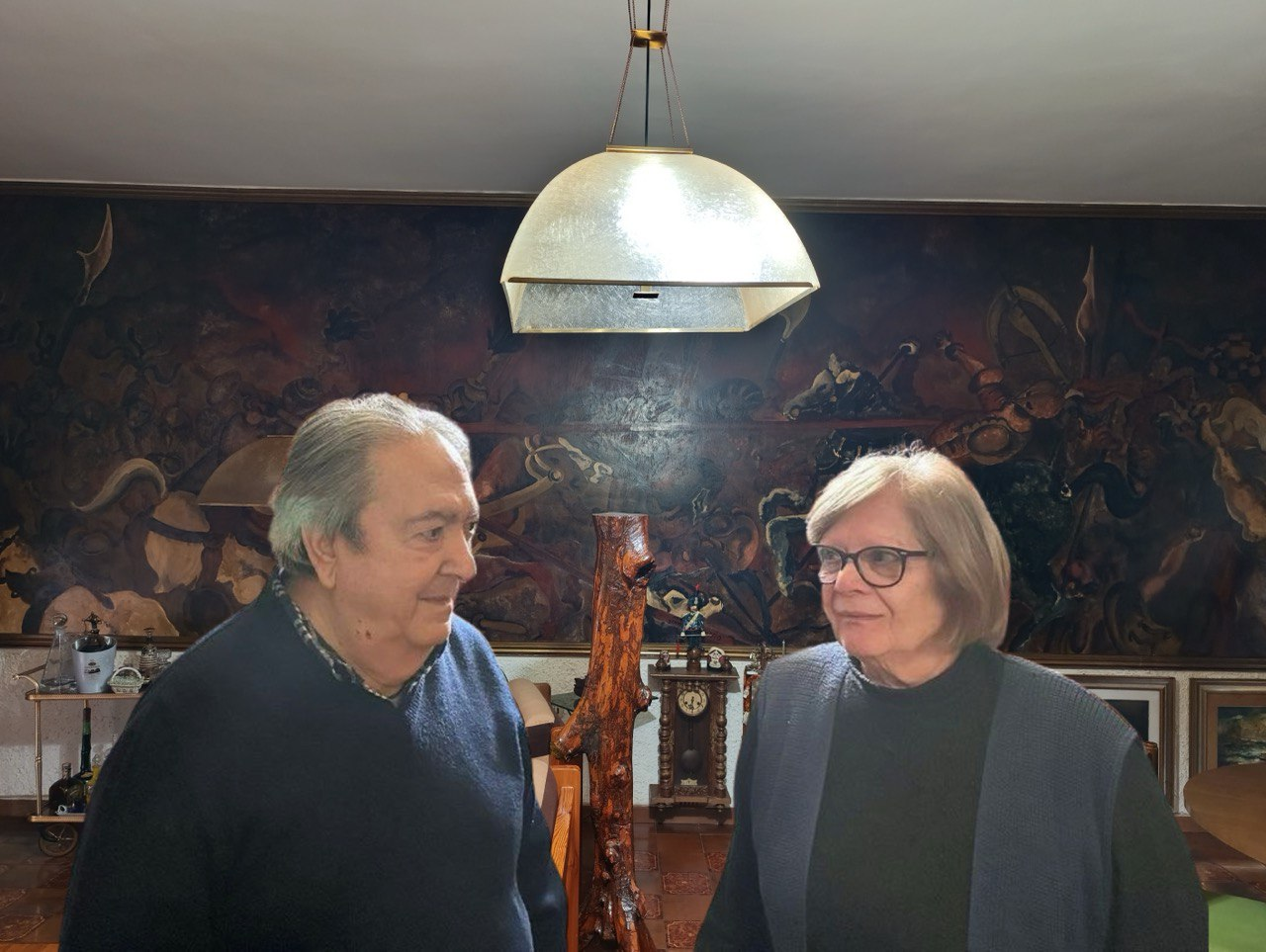
L’artista con la moglie accanto a un murales nella sua casa-atelier
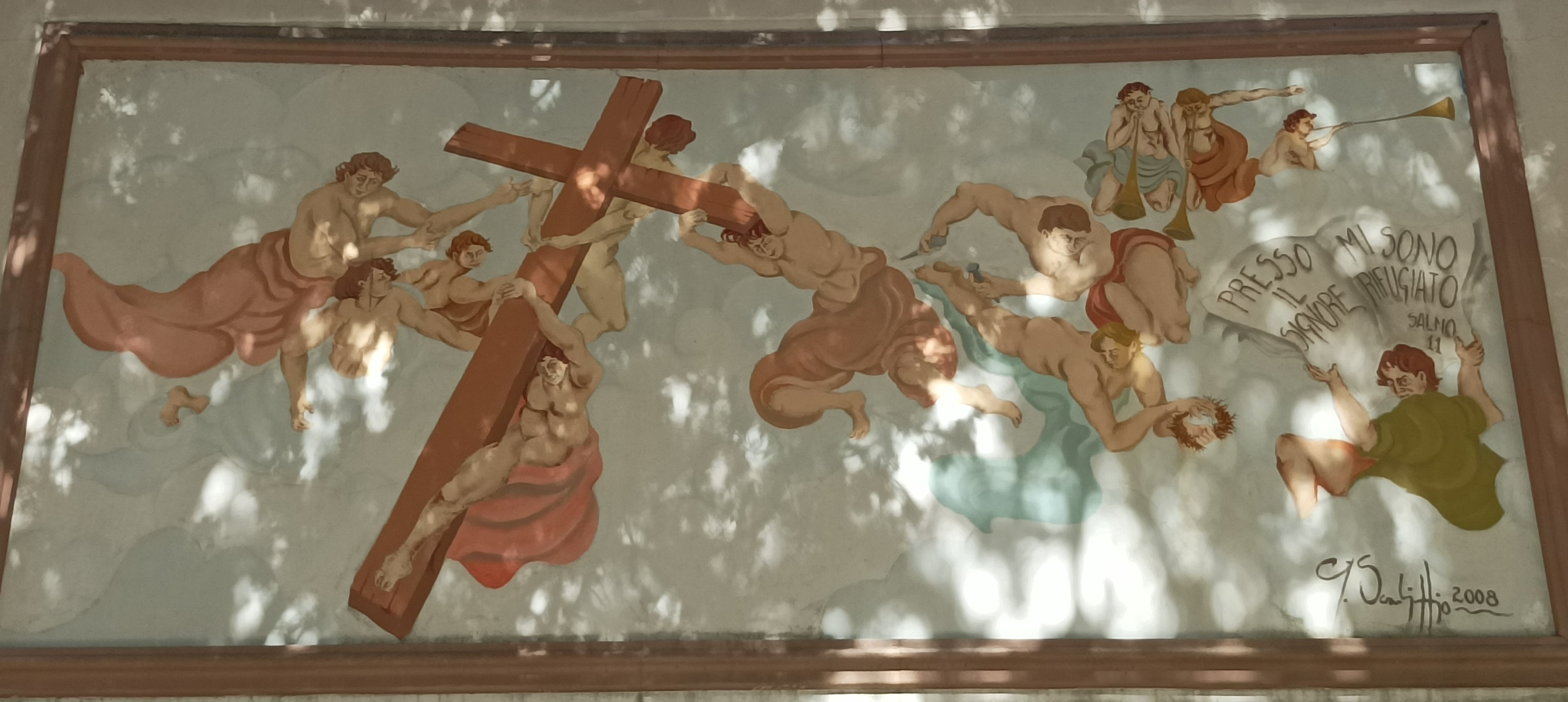
Affresco sul portale del Cimitero di Pomarico